# アメリカン・コミックスの読者欄
アメリカン・コミックスの読者欄（アメリカン・コミックスのどくしゃらん）では、アメリカのコミック・ブックで読者からの手紙が掲載される欄について述べる。英語では「レターコラム（レターコル）」、「レターページ」、「レターズ・オブ・コメント (LOCs)」、もしくは単に「レターズ・トゥ・エディター（編集部へのお便り）」と呼ばれる。レターコラムはコミックブック自体の歴史が浅かった時期にすでに登場していたが、1960年代から普及を続け、コミックブック・ファンダムの確立を後押しすることになった。21世紀初頭までは大半のコミックブックに読者欄が設けられていたが、それ以降は徐々に電子メールやインターネット・フォーラムに役割を明け渡しつつある。

## 歴史
記録に残るコミックブック読者欄の初出は1940年にノベルティ・プレスから刊行された『ターゲット・コミックス』第6号であった（そこにはコミックブック収集に関する初期の言及も含まれていた）。この時、コミックに先行してSF雑誌では読者投稿欄が標準的なものとなっていた。DCコミックスのコミックブックで初めて読者欄を掲載したのは『リアル・ファクト・コミックス』第3号（1946年7 - 8月号）である。またDC社で初めて読者欄が定期掲載されたタイトルは『スーパーマン』、開始号は第124号（1958年9月）であった。
初期の読者欄は概して子供読者からの単純なファンレターを掲載するものであった。その内容も多くは、前号のストーリーと作画をただ賞賛したり、「Mxyzptlk」はどう読むのか、あるいはクラーク・ケントはスーパーマンに変身するとき脱いだ服をどうするのかといったたわいない質問をするだけであった。そのほかには、コンティニュイティの矛盾や作画ミスと思われる部分が事細かに指摘されることもあった。
読者欄は1960年代に全盛期に達し、長文による洗練された議論が展開されるようになった。たとえば、1960年代に長く活動した投稿家ピーター・サンダーソン（後にコミック史の研究者となった）は、博識を窺わせる考え抜かれた長文で投稿を行っていた。DCの編集者ジュリアス・シュワルツは、サンダーソンの鋭い論考を削らずに掲載するため、担当しているコミックブックの読者ページを増量することもあった（追加された読者欄には「フラッシュ・グラムス――エクストラ」、「バットケーブへの手紙――エクストラ」、「JLAメールムーン――スペシャル・ピーター・サンダーソン・エディション」などというタイトルが付けられた）。
1970年代にはほぼすべてのメインストリーム・コミックに読者欄が設けられるようになったが、歴史家マシュー・J・パスツによれば、二大出版社はそれぞれ読者欄に対して異なったアプローチを取っていた。
| 「 | しかし、DCとマーベルの読者欄には重要な相違点があった。DCのコミックでは多くの場合、投稿は切り詰められたり、一部しか使われなかったり、出してほしいキャラクターのリストに成り果てていた。一方でマーベルは、ファンが長々と書き連ねた称賛、批判、事細かな提案をそのまま掲載することが多かった。読者を "them" と呼ぶDCの編集者とは対照的に、マーベルの編集者は往々にして包括一人称 "we"、"us" を用いてファンに語りかけた。… 両社とも批判的な投稿を掲載することはあったが、その内容は異なっていた。マーベル読者は特定のライターやアーティストの作品に容赦なく批判を浴びせ、マーベル社のコミック全体にさえ批判を向けた。その一方、DC読者からの批判は概して甘かった。 … しかし1980年代に入るとDCの読者欄はマーベルに近くなり、単なる感想を越えた内容を持つ長い投稿も載せられるようになった。80年代から90年代に移るころには、マーベルの読者欄が批判の鋭さを失っていくのを尻目に、DCの読者欄は厳しさを保っていた。 | 」 |

読者欄がメインストリーム・コミックに欠かせない存在になっていくのと並行して、70年代・80年代にはアンダーグラウンド・コミック、独立系コミック、オルタナティブ・コミックでも読者欄が大きな部分を占めるようになった。1990年には、シリーズの方向性やプロットの要点などについて具体的な疑問を箇条書きで書き送ることが流行し、ライターや編集者はそれらに逐一回答した（時にははぐらかした）。
21世紀初頭になると、インターネット上にコミックス関連のフォーラムが乱立したことの影響で、読者欄は徐々に広告や自社プロモーションと置き換えられていった。DC社は2002年に読者欄の制度を廃止したが、2011年にはあっさり復活させた。独立系タイトルの多くは今日でも読者欄を継続している（『兎用心棒』、『ヘルボーイ』、『オプティック・ナーブ』、『パルーカビル (Palookaville)』、『ウォーキング・デッド』、『チュー (Chew)』、『キング・カット・コミックス (King-Cat Comics)』など）。

## 形式と内容
アメリカの大手メインストリーム出版社の慣行では、コミックブックの制作スタッフの一人が読者欄の構成を行う。ふつうは編集者（後には編集アシスタント）だが、ライターが参加することもある。
読者欄は編集者の演台でもあり、読者のコメントに返答するほかにも、作中世界の舞台裏を詳しく説明したり、シリーズや制作チームに関する変更を告知したり、もっとたくさんの（あるいはもっとマシな）手紙を送るよう嘆願したり、ライバル社を当てこするなど、いろいろな方法で読者とコミュニケーションを取るために使われてきた。
コミックブックの各号の間には1か月以上の間隔があるため、読者欄に掲載されるのは通例3～5か月前の号に対する反応である。時には、その号のストーリーが長くなりすぎたり、印刷機に問題が発生したため読者欄が載らないこともあった。その場合、後の号の読者欄では投稿の機会を奪われた読者からの抗議が殺到し、編集者が謝罪と釈明を行うのが常だった。
かつて読者欄はコミックブックの中ほどに掲載されるのが普通だったが、1970年代末にはほとんどの本で最後から2ページ目になった（最終ページにはおおむね広告が載せられた）。
1960年の終わりごろ、DCの編集者ジュリアス・シュワルツは読者欄に投稿者の住所を掲載する決断を下した。これには少なからず、ジェリー・ベイルズ（後に「コミックス・ファンダムの父」として知られるようになる）やロイ・トーマス（後にマーベルの総編集長になる）のような熱心な読者からの訴えが影響を与えていた。SF雑誌ではすでに住所の掲載が習慣化されており、シュワルツの出自であるSFファンダムもそれに助けられて成立したものだった。住所を初めて掲載したコミックブックは『ブレイブ&ボールド』第35号（1961年5月）であった。この慣習によって多くの読者が互いに連絡を取ってペンパルとなり、ファンコミュニティを結成したりファンジンの発行を行った。『X-メン』の作画を行ったデイブ・コックラムなど、読者欄を通じて将来の伴侶と出会ったという事例も多い。
ピーター・サンダーソンはシュワルツが担当した投稿欄について以下のように書いている。
| 「 | ジュリー・シュワルツの投稿欄はコミック界の最高峰だった。… シュワルツが選び出して掲載するのは、ウィットがあってセンスが良く知性を備えた、発展途上でこそあれ真の批評の才能を見せる投稿ばかりだった。… シュワルツは自分の読者欄を、コミック本体と同じように読者を知的に楽しませる手段として扱っていた。無署名の編集員が愚にもつかない回答を返すだけの読者欄がどれだけあったことか。それとは対照的に、シュワルツは読者の意見を尊重していることはいつでも明らかだった。シュワルツは投稿者の実名と住所を掲載することで、コミックショップやコンベンションがまだなかった時代に読者間のコミュニケーションを育てた。… その上彼は、創造性のある寄稿者を激励してその多くにコミック関係者となる道を歩ませた。初めて自分の文章が印刷されたのが1960年代のシュワルツの読者欄だったというコミック業界人はかなりの人数に上る。 … | 」 |

マーベル・コミックも、総編集者・発行人であったスタン・リーの指示によってDCと同じく住所の掲載に踏み切った。リーは読者コミュニティを形成することを第一に考え、読者がマーベル社とその刊行物に共同体意識を持つように仕向けた。このような気風を醸成しようというリーの野望は圧倒的な成功を収め、多くのマーベルファンは投稿を "Make Mine Marvel!" という決まり文句で締めくくるようになった。
多くのファンにとって投稿が掲載されることは名誉の印であり、読者欄の中でも注目度の高いものならなおさらだった。ファンの間では、優れた投稿を積み重ねればそのコミックやお気に入りのキャラクターに影響を与えられるという認識があった。コミックに意見を反映させるために投稿家たちが協調し始めると、多くの投稿欄は編集者と読者が長期にわたる議論を繰り広げるフォーラムとなった。論題は「ミュータント」の定義から、現実の問題（宗教、人種差別、フェミニズム、ゲイの権利、障碍者の権利など）まで幅広かった。例えば、『セレバス』の読者欄 Aardvark Commentにおいて作者デイブ・シムが開陳した女性に関する意見は、著しく長い険悪な論戦を引き起こした。
読者欄を埋めるだけの投稿がなかなか集まらないタイトルでは、マーベルとDCの両社とも、もっと手紙を送るよう読者に懇願することも珍しくなかった。人気タイトルには毎月40通以上の投稿がある一方で、それ以外には1ページ分の投稿も来ないこともあった。どちらの社でも、あまりにも投稿が足りない場合、読者欄の構成者が適当な名で投稿をねつ造しているのは周知の事実だった。
1970年代のある期間、マーベル社の編集者は（そしてマーク・グルーンウォールドのような編集アシスタントは）読者欄では「フレンドリー・アルマジロ」と名乗っていた。1980年になると、新総編集長ジム・シューターのもとでマーベルの読者欄の編集方針が一新された。変更の一つは、一部のタイトルで読者欄の構成を編集者ではなくライターに任せるというものだった。同時に「アルマジロ」のおふざけは一掃され、投稿への回答は担当者の名で行われるようになった。
後年、DC社の一部タイトル（『ロボ』や『アンブッシュ・バグ』など）の読者欄で、主人公が直接投稿に回答するというユーモラスな仕掛けが用いられた。マーベル社では、日常的に第四の壁を破っているキャラクターのデッドプールが自らへの手紙に回答を行った。
読者欄はまた自社広告の手段としても使われており、そのタイトルや同じラインのタイトル、あるいはその出版社の刊行物全般のプロモーションが行われることがある。また、デニス・オニールがライターを務めていた1980年代の『ザ・クエスチョン』では、その号のストーリーで扱われた哲学的観点について理解するための読書ガイドが読者欄に含められていた。

### 読者欄のタイトル
読者欄には一般に独自のタイトルが付けられており、それは本の主人公に関連したタイトルなのがほとんどである。この伝統に沿った例をいくつか挙げる。
"Cape and Cowl Comments"『ワールズ・ファイネスト・コミックス』主人公はスーパーマン（cape = マント）とバットマン（cowl = フード）のコンビ。
"JLA Mailroom"『ジャスティス・リーグ・オブ・アメリカ』「JLA郵便室」
"Legion Outpost"『レギオン・オブ・スーパーヒーローズ』「レギオン前哨地」
"Metropolis Mailbag"『スーパーマン』「メトロポリス郵便袋」、メトロポリスはスーパーマンの住む都市。
"Avengers Assemble!"『アベンジャーズ』「アベンジャーズ・アセンブル！」は同チームの鬨の声。
"Letters to the Living Legend"『キャプテン・アメリカ』「生ける伝説への手紙」
"The Spider's Web"『アメイジング・スパイダーマン』「スパイダーズ・ウェブ」
"X-Mail"『アンキャニィX-メン』
『スーサイド・スクワッド』の読者欄は「スーサイド・ノート（遺書）」と名付けられたため、米国郵政公社から配送を拒否されたという。
中には読者欄のタイトルがなかなか定着せず、定期的に変更を繰り返すコミックブックもあった。すぐにファンから読者欄タイトルの案を募集するコンテストが行われるようになり、選出されたタイトルの発案者はページにクレジットされた。同じように、新しいシリーズが創刊されると、最初から読者に対してタイトルの募集が行われた。

## 読者の関与
ジェリー・ベイルズはおそらく、自分が愛読するコミックスの方向性に影響を与えられると信じた最初の読者であったと思われる。1960年代の初め、ベイルズはDC社に手紙を大量に送りつけ、『フラッシュ』や『ジャスティス・リーグ』などで行われていたスーパーヒーロー・ジャンルの再興をさらに広げるアイディアを提案した。例えば、『ジャスティス・リーグ・オブ・アメリカ』第4号の読者欄は、ベイルズが様々なペンネームで書いた何通もの長文の手紙で占領されていた。ベイルズは編集者ジュリアス・シュワルツに偽名がばれないように、全米各地から手紙を投函するなどあらゆる手を尽くしていた。
その後、読者欄にもっとも活気があった1970年代と80年代には、多くのコミックシリーズが読者の参加を積極的に求めるようになっていた。キャラクターのコスチュームについての意見や、時には新デザインの投稿が募集され、読者のデザインが実際に用いられた。『トゥーム・オブ・ドラキュラ』や『ヴィジョン・アンド・スカーレットウィッチ』では、主人公がもうけた子供の名前が読者から募集された。このようなコンテストの勝者にはそのコミックブックの生原稿が贈られることが多かった。
『アベンジャーズ』『ジャスティス・リーグ』『リージョン・オブ・スーパーヒーローズ』のようなチーム物では、どのキャラクターを固定メンバーやリーダーにするか、もしくは逆にどのキャラクターを除名するかがファン投票によって決定された。1970年代のマーベル社の読者欄の多くでは、読者からの感想が重んじられているということが強調されていた。たとえば、『パワーマン』第24号（1975年4月）では以下のようなメッセージが描かれた。「我々は毎号毎号ヒット作を作れるわけじゃない。ときにはストーリーに穴があったり、単にいまいちだったりする。そういうわけで、君たちが送ってくれるこういうコメントが重要なんだ。… だから諸君、君たちの投稿が無意味だなんて言われても耳を貸さないでくれ。我々の雑誌には投稿が不可欠なんだ」
そのほか1980年代から、新創刊されるタイトルに早期にファン層を築くため、尊敬を受けているレターハック（後述）たちにプレビュー号を提供して発売前から手紙を送るよう乞うことも行われた。また、そうそうあることではないが、熱心なファンの集団が出版社の総編集長や発行人に手紙を送ったことで、売れ行きの悪いタイトルが打ち切りから救われたこともあった。

### レターハック
定期的に投稿が掲載されるファンは業界中で名前が通るようになった。コミックライターのマーク・イングブロムはこの現象を以下のように説明した。
| 「 | そのタイトルの編集者（場合によってはライター）によって選ばれた少数の幸運なファンは、制作者たちだけでなく、忠実な観衆であるファン仲間に対しても自分の意見を伝える機会を得られたのだった。そして、もっとも多作なファンの中には、いろいろな雑誌に毎月のように投稿を掲載させて、ちょっとした有名人の地位をつかみ取ったものがいた。 | 」 |

そのような投稿者は「LOCer（LOC = letters of comment）」または「レターハック」と呼ばれた。レターハックの中でも多作だったものには、ジェリー・ベイルズ（コミックス・ファンダムの形成に大きく寄与した）、T・M・メイプル（3000通以上の投稿が掲載されたことで知られる）、オーギー・デブリークJr.（400通以上の投稿が掲載されたと称している）、ビル・シェリー、ピーター・サンダーソン（どちらもコミックス史の研究者となった）、アイリーン・ヴァータノフ（1960年代にはあらゆるコミックに投稿を行うレターハックだったが、70年代と80年代にはマーベル社の裏方スタッフとして活動した）がいる。
すでに述べたように、一部のレターハックは投稿経験を活かしてコミック界でのキャリアを始めることができた。たとえば、ボブ・ロザキスは1960年代末から70年代の初めにかけてDC社に多くの投稿を行い、やがて同社で「アンサーマン」としての職を与えられ、最終的にコミック原作者にまでなった。若いころはレターハックで後にプロのコミックブック関係者となった人物を一部挙げると、カート・ビュシーク、ジョー・ダフィー、マイク・フリードリック、マーク・グルーンウォールド、フレッド・ヘンベック、トニー・イザベラ、ポール・レヴィッツ、ラルフ・マッチオ、ディーン・マラニー、マーティン・パスコ、ダイアナ・シュッツ、ボー・スミス、ロイ・トーマス、キム・トンプソンがいる。